# Hiligodu Tanoseo
Hiligodu Tanoseo is een bestuurslaag in het regentschap Nias van de provincie Noord-Sumatra, Indonesië. Hiligodu Tanoseo telt 559 inwoners (volkstelling 2010).